# Стефано, Джозеф
Джозеф Уильям Стефано (5 мая 1922 — 25 августа 2006) — американский сценарист, известный тем, что адаптировал роман Роберта Блоха в качестве сценария к фильму Альфреда Хичкока «Психо», а также был продюсером и соавтором оригинального телесериала «За гранью возможного».

## Ранние годы
Стефано родился в Филадельфии, штат Пенсильвания, в семье портного и матери, которая шила цветы из шелка. В подростковом возрасте Стефано так хотел стать актёром, что бросил школу за две недели до выпуска и отправился в Нью-Йорк. На Манхэттене он взял сценический псевдоним Джерри Стивенс.
Сначала Стефано, в 1940-х годах, был сочинителем поп-музыки и писал песни для шоумена из Лас-Вегаса Донна Ардена. Обладая большой коллекцией нот, он однажды провёл пять часов, споря с пианистом Майклом Файнштейном о названиях малоизвестных песен Tin Pan Alley.

## Карьера сценариста, продюсера и режиссёра
Стефано начал писать сценарии к фильмам в конце 1950-х, сначала дляМартина Ритта с «Чёрной орхидеей» (1959); профессия его матери повлияла на сценарий.
Альфред Хичкок поручил Стефано адаптировать роман Роберта Блоха «Психо» (1960) для своей киноверсии. Работа Стефано была признана организацией «Таинственные писатели Америки», когда в 1961 году он получил Премию Эдгара Аллана По за лучший сценарий к фильму. Стефано ненадолго появляется на экране, обсуждая использование Блохом для создания образа Нормана Бейтса реального серийного убийцу Эда Гина в документальном фильме «Эд Гин: Упырь из Плейнфилда», который можно найти на втором диске DVD-релиза ремейка Техасской резни бензопилой (2003).
Стефано получил предложение написать сценарии для фильмов Хичкока «Птицы» (1963) и «Марни» (1964), но он уже был готов продюсировать и написать сценарий для научно-фантастического телесериала- антологии своего друга Лесли Стивенса «За гранью возможного» . И Стефано, и Стивенс были задействованы только в первом сезоне шоу. В книге «Пишем с Хичкоком» Стефано сказал, что Хичкок затаил обиду на то, что он не взялся за сценарий для Марни.
Покинув «За гранью возможного» из-за проблем со здоровьем, Стефано написал, спродюсировал и поставил фильм «Призрак Сьерра-де-Кобре» (1964), в котором приняли участие многие члены съемочной группы сериала. Триллер «Кошачий глаз» (1969) и комедия «Футц» (1969) стали последними работами Стефано на большом экране за долгие годы. На протяжении 1970-х он писал сценарии к телефильмам, таким как «Месть!». (1971), «Смерть невинности» (1971), «Дом для праздников» (1972), «Живи снова, умри снова» (1974), «Алоха означает „до свидания“» (1974) и «Снежный зверь» (1977). Стефано также написал сценарий эпизода «Кожа зла» для первого сезона сериала «Звездный путь: Следующее поколение» (1988). Стефано был одним из почётных гостей на NY Telefantasy Convention 1974 года (вместе с Ноэлем Нилом, Джимом Дэнфортом и Уильямом Таттлом) и часами раздавал автографы сотням фанатов «За гранью возможного» . На шоу он выразил удивление тем, что так много людей всё ещё помнят сериал спустя почти десять лет после его закрытия.
В 1990 году он вернулся к персонажам из "Психо " со сценарием телефильма для приквела, который, по его мнению, становился все более разочаровывающей серией фильмов. "Психо 4: В начало " (1990) устанавливает истоки деструктивной любви матери Нормана Бейтса, в котором Оливия Хасси играет миссис Бейтс. Стефано написал сценарий и выступил исполнительным продюсером драмы Аль Пачино «Четвертак» (1995), авторского проекта, который получил плохие кассовые сборы и отзывы критиков, что оставило Стефано без особого энтузиазма по поводу продолжения работы для современного Голливуда. Ремейк Гаса Ван Сента «Психо» (1998 г.) точно следовал сценарию Стефано, а в биографическом фильме «Хичкок» (2012), основанном на книге Стивена Ребелло «Альфред Хичкок и создание психопата», роль Стефано играет Ральф Маччио.
Стефано умер от сердечного приступа в больнице Лос-Роблес в Таузенд-Оукс, Калифорния, в 2006 году.

## За гранью возможного
Стефано был продюсером первого сезона За гранью возможного и написал в общей сложности 12 эпизодов:
- «Кошмар»
- «Выползшее из деревянных вещей»
- «Зантийские подонки»
- «Мыши» (телепостановка)
- «Не открывать до Судного дня»
- «Невидимки»
- «Щит Беллеро» (история и телепостановка)
- «Лунный камень» (история)
- «Забавы и игры» (телепостановка)
- «Проверка на выживаемость»
- «Хамелеон» (история)
- «Формы неведомы вещей»

Последний эпизод изначально был пилотным для проекта нового телесериала под названием «Неизвестный», но после того, как ABC отклонил его, Стефано переработал его в финал первого сезона.

## Фильмография

### Фильмы
| Год     | Название         | Сценарист | Кинопродюсер | Примечания |
| ------- | ---------------- | --------- | ------------ | --- |
| 1958 г. | Анна Бруклинская | Да        |              | Соавтор сценария с Этторе Маргадонной, Лусианой Корда                                                                                    |
| 1959 г. | Чёрная орхидея   | Да        |              | |
| 1960 г. | Психо            | Да        |              | Премия Эдгара Аллана По за лучший сценарий кинофильма Номинация — Премия Гильдии писателей Америки за лучший сценарий американской драмы |
| 1961 г. | Голый край       | Да        |              | |
| 1969 г. | Кошачий глаз     | Да        |              | |
| 1969 г. | Фуц              | Да        |              | |
| 1987 г. | Родственник      | Да        |              | Соавтор сценария со Стивеном Карпентером, Джеффри Оброу, Джоном Пенни, Эрлом Гаффари                                                     |
| 1988 г. | Блэкаут          | Да        | Да           | Соавтор сценария с Лорой Фергюсон |
| 1995 г. | Четвертак        | Да        |              | |
| 1998 г. | Психо            | Да        |              | Ремейк фильма 1960 года по сценарию Стефано.                                                                                             |

### Телевидение
| Год     | Название                           | Сценарист | Телережиссёр | Кинопродюсер | Примечания                                                                           |
| ------- | ---------------------------------- | --------- | ------------ | ------------ | ------------------------------------------------------------------------------------ |
| 1958 г. | Театр 90                           | Да        |              |              | Эпизод: «Сделано в Японии» (только история)                                          |
| 1959 г. | Театр Дженерал Электрик            | Да        |              |              | Эпизод: «Секрет Гитлера» Эпизод: «Член комитета»                                     |
| 1960 г. | Звёздное время                     | Да        |              |              | Эпизод: «Молодой жонглер»                                                            |
| 1960 г. | Детективы                          | Да        |              |              | Эпизод: «Жизнь на волоске» Эпизод: «Плохой глаз Роуз Розетти» Эпизод: «Песнь песней» |
| 1962 г. | Святые и грешники                  | Да        |              |              | Эпизод: «Источник информации»                                                        |
| 1963 г. | Шоу Ллойда Бриджеса                | Да        |              |              | Эпизод: «Игра для альтернативных понедельников»                                      |
| 1963 г. | г-н Новак                          | Да        |              |              | Эпизод: «Первый год, первый день»                                                    |
| 1963-64 | За гранью возможного               | Да        |              | Да           | Сценарист (12 серий); Продюсер (32 эпизода)                                          |
| 1964 г. | Формы неведомых вещей              | Да        |              | Да           | Телевизионный фильм (пилотный)                                                       |
| 1964 г. | Призрак Сьерра-де-Кобре            | Да        | Да           | Да           | Телевизионный фильм (пилотный)                                                       |
| 1971 г. | Доктор Маркус Уэлби                | Да        |              |              | Эпизод: «Ложная весна»                                                               |
| 1971 г. | Месть!                             | Да        |              |              | телефильм                                                                            |
| 1971 г. | Смерть невинности                  | Да        |              |              | телефильм                                                                            |
| 1972 г. | Дом для праздников                 | Да        |              |              | телефильм                                                                            |
| 1973 г. | Волшебник                          | Да        |              |              | Эпизод: «Пилот» (только история)                                                     |
| 1974 г. | Живи снова, умри снова             | Да        |              |              | телефильм                                                                            |
| 1974 г. | Алоха означает «до свидания»       | Да        |              |              | телефильм                                                                            |
| 1977 г. | Снежный зверь                      | Да        |              |              | телефильм                                                                            |
| 1988 г. | Звёздный путь: Следующее поколение | Да        |              |              | Эпизод: «Кожа зла»                                                                   |
| 1990 г. | Болотная тварь                     | Да        |              | Да           | Сценарист (2 серии); Продюсер (13 серий)                                             |
| 1990 г. | Психо 4: В начале                  | Да        |              |              | телефильм                                                                            |